# Acequia de Rascaña

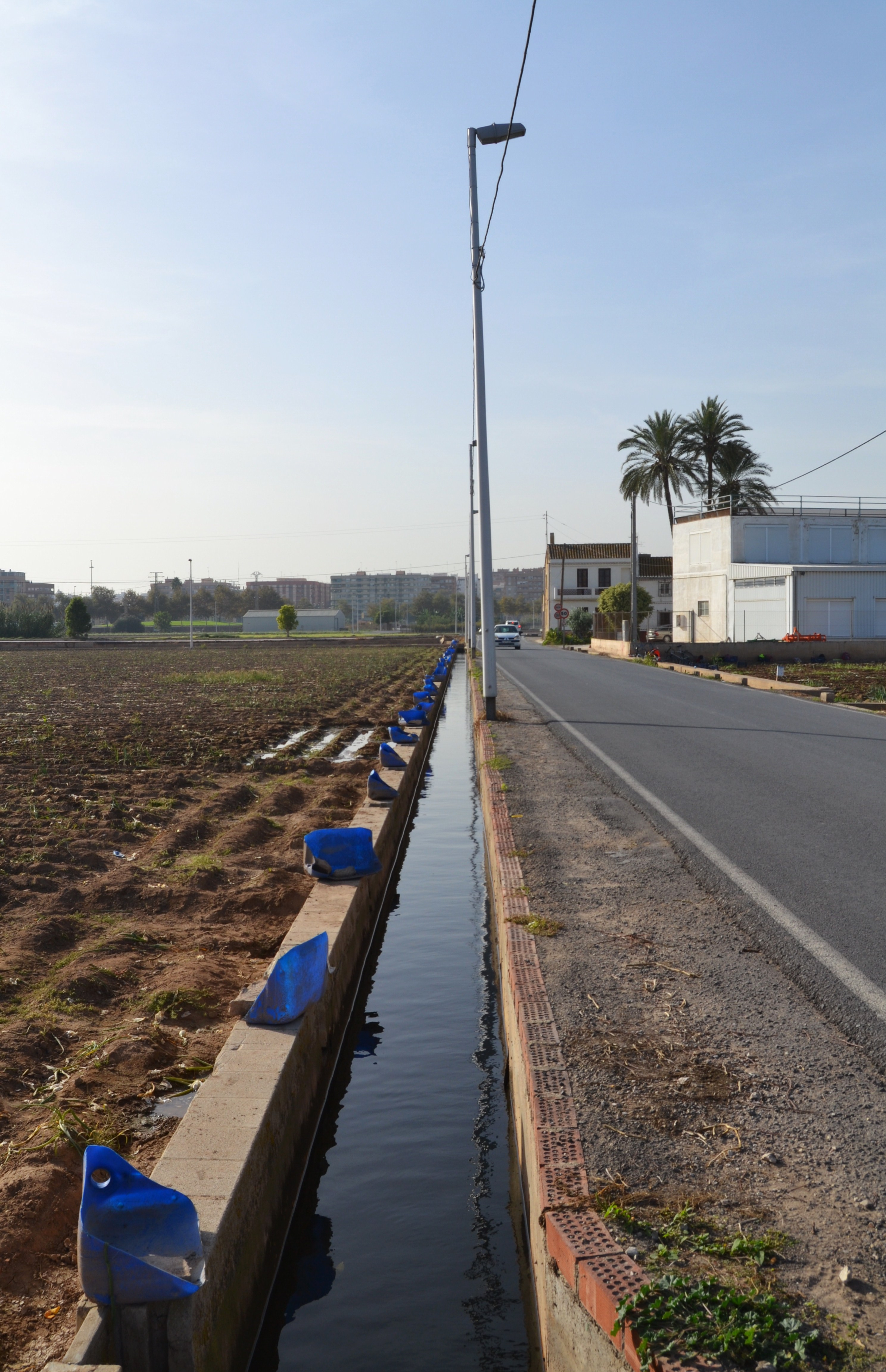
Acequia del camino de Farinós, huerta de Valencia.

La acequia de Rascaña es una de las ocho acequias de la Vega de Valencia (España) que están bajo la jurisdicción del Tribunal de las Aguas de Valencia. Su origen está en el río Turia, en término municipal de Cuart de Poblet en el nuevo Azud del Repartiment. Riega las huertas y campos de la margen izquierda del antiguo río Turia dominados por esta acequia desde la acequia de Tormos hasta el mar, en los términos de Valencia y Tabernes Blanques, Alboraya y Almácera.

## Historia
Históricamente, el origen de la acequia de Rascaña estaba en el término municipal de Cuart de Poblet, detrás del Hospital Militar, próximo a Mislata. Con el desvío del río Turia por el Plan Sur, el viejo cauce del río quedó fuera de servicio, con lo que la toma de aguas se trasladó al nuevo Azud del Repartiment. Desde allí, las aguas cruzan por un túnel bajo el nuevo cauce del Turia y continúan enterradas hasta llegar al punto de la antigua toma, donde vuelven al cauce histórico de la acequia. Hoy en día, todavía es visible el antiguo azud en lo que era el viejo cauce, ahora en seco. El recorrido discurre por el Molino del Sol, la trasera de Carrefour Campanar y continua por la calle Valle de la Ballestera, avenida de Campanar, avenida de Burjasot, el parque de Marxalenes, y sigue por la calle Alcañiz y Juan Piñol para cruzar la Ronda Norte (avenida Hermanos Machado) y salir al descubierto en la senda de Perolo. Cruza el barranco de Carraixet en sifón, y discurre enterrada por el casco de Almácera, por la calle Virgen del Rosario y el camino de Vegas donde vuelve a la luz. Sigue su trazado aproximadamente paralelo al camino de la Partida al Mar, hasta cruzar la autovía V-21 y desembocar en el mar en la playa al norte de Port Saplaya.
- Datos: Q5656450
- Multimedia: Séquia de Rascanya / Q5656450